# Dolegna del Collio
Dolegna del Collio (tiếng Slovenia Dolenje) là một đô thị ở tỉnh Gorizia thuộc vùng Friuli-Venezia Giulia, nằm ở vị trí cách khoảng 50 km về phía tây bắc của Trieste và khoảng 15 km về phía tây bắc của Gorizia, on the border with Slovenia. Tại thời điểm ngày 31 tháng 12 năm 2004, đô thị này có dân số 419 người và diện tích là 12,5 km².
Đô thị Dolegna del Collio có các frazioni (đơn vị cấp dưới, chủ yếu là thôn làng) Mernicco, Restoccina, Ruttars, Scriò, Trussio, Breg, Lonzano, Venco, và Barbana nel Collio.
Dolegna del Collio giáp các đô thị sau: Brda (Slovenia), Cormons, Corno di Rosazzo, Prepotto.